# Antoine II de Montefeltro
Antoine de Montefeltro (Urbino, 1348 – Urbino, 29 avril 1404)  est un militaire et condottière italien, comte d'Urbino qui fut actif au XIVe siècle.

## Biographie
Antoine II de Montefeltro, fils de Frédéric II, avait trois frères : Guido, Nolfo e Galasso.
Il épousa Agnesina di Vico (dite dei Prefetti di Vico) qui mourut le 16 mai 1416. De ce mariage naquit en 1378 un fils Guidantonio da Montefeltro.
En 1375, malgré l'opposition de Galeotto Malatesta il occupa Urbino et entra en possession de Cagli.
Une d'une tentative de complot de la part des della Branca et des Gabrielli de Gubbio se termina par un traité de paix entre Gubbio et Urbin.
À la suite d'un consensus populaire, il obtint le seigneurie de Gubbio et en 1390 l'investiture en tant que Vicaire Apostolique par le pape Benoît IX.
En 1391, en conflit avec Malatesta, il prit le château de Sassoferrato, récupéra contre paiement le fort de Caresto et conquit après un long siège Cantiano.
En 1397, dans un but stratégique d'alliances, il unit son fils Guidantonio da Montefeltro à Rengarda Malatesta et sa fille Gentile au seigneur de Faenza.
À la suite d'une épidémie, il quitta Urbino, et mourut peu de temps après en 1404.